# Tomás Saldaña
Tomás Saldaña (Bilbao, Vizcaya, 23 de marzo de 1961) es un expiloto de automovilismo español. Participó 7 veces en las 24 Horas de Le Mans. Actualmente es habitual comentarista de las 24 Horas de Le Mans junto a Javier Rubio en Eurosport.

## Resumen de carrera
| Temporada | Categoría                            | Equipo                  | Carreras | Victorias | Poles | VR | Podios | Puntos | Pos. |
| --------- | ------------------------------------ | ----------------------- | -------- | --------- | ----- | -- | ------ | ------ | ---- |
| 1985      | Campeonato Ibérico de Fórmula Fiesta | ?                       | ?        | ?         | ?     | ?  | ?      | ?      | 2.º  |
| 1986      | Copa Nacional Renault Iniciación     | ?                       | ?        | ?         | ?     | ?  | ?      | 43     | 3.º  |
| 1987      | Copa Nacional Renault 5              | ?                       | ?        | ?         | ?     | ?  | ?      | 37     | 6.º  |
| 1988      | Copa Nacional Renault 5              | ?                       | ?        | ?         | ?     | ?  | ?      | 94     | 1.º  |
| 1989      | Renault Elf Europa Cup               | ?                       | ?        | 0         | ?     | 1  | 1      | 32     | 11.º |
| 1990      | Renault 21 Turbo European Cup        | ?                       | ?        | 0         | ?     | 1  | 2      | 20.5   | 10.º |
| 1991      | Campeonato Mundial de Resistencia    | Courage Compétition     | 1        | 0         | 0     | 0  | 0      | 1      | 61.º |
| 1993      | Interserie                           | Kremer Racing           | 10       | 1         | 0     | 1  | 9      | ?      | 2.º  |
| 1994      | BPR Global GT Series                 | ?                       | 3        | 0         | 0     | 0  | 0      | N/A    | N/A  |
| 1995      | BPR Global GT Series                 | Kremer Racing           | 4        | 0         | 0     | 0  | 0      | 26     | 74.º |
| 1996      | BPR Global GT Series                 | Repsol Kremer           | 3        | 0         | 0     | 0  | 0      | 0      | NC   |
| 1997      | Campeonato FIA GT - GT2              | Kremer Racing           | 5        | 0         | 0     | 0  | 0      | 4      | 24.º |
| 1997      | International Sports Racing Series   | Porsche Kremer Racing   | 1        | 0         | 0     | 0  | 0      | N/A    | N/A  |
| 1998      | International Sports Racing Series   | Kremer Racing           | 6        | 0         | 0     | 0  | 1      | 27     | 12.º |
| 1999      | SportsRacing World Cup               | Kremer Racing           | 2        | 0         | 0     | 0  | 0      | 4      | 43.º |
| 2001      | American Le Mans Series - LMP675     | Roock-KnightHawk Racing | 1        | 0         | 0     | 0  | 0      | 9º     | 9º   |
| 2002      | Campeonato de España de GT           | Meycom                  | ?        | ?         | ?     | ?  | ?      | 212    | 2.º  |
| Fuente:   |                                      |                         |          |           |       |    |        |        |      |

## Resultados

### 24 Horas de Le Mans

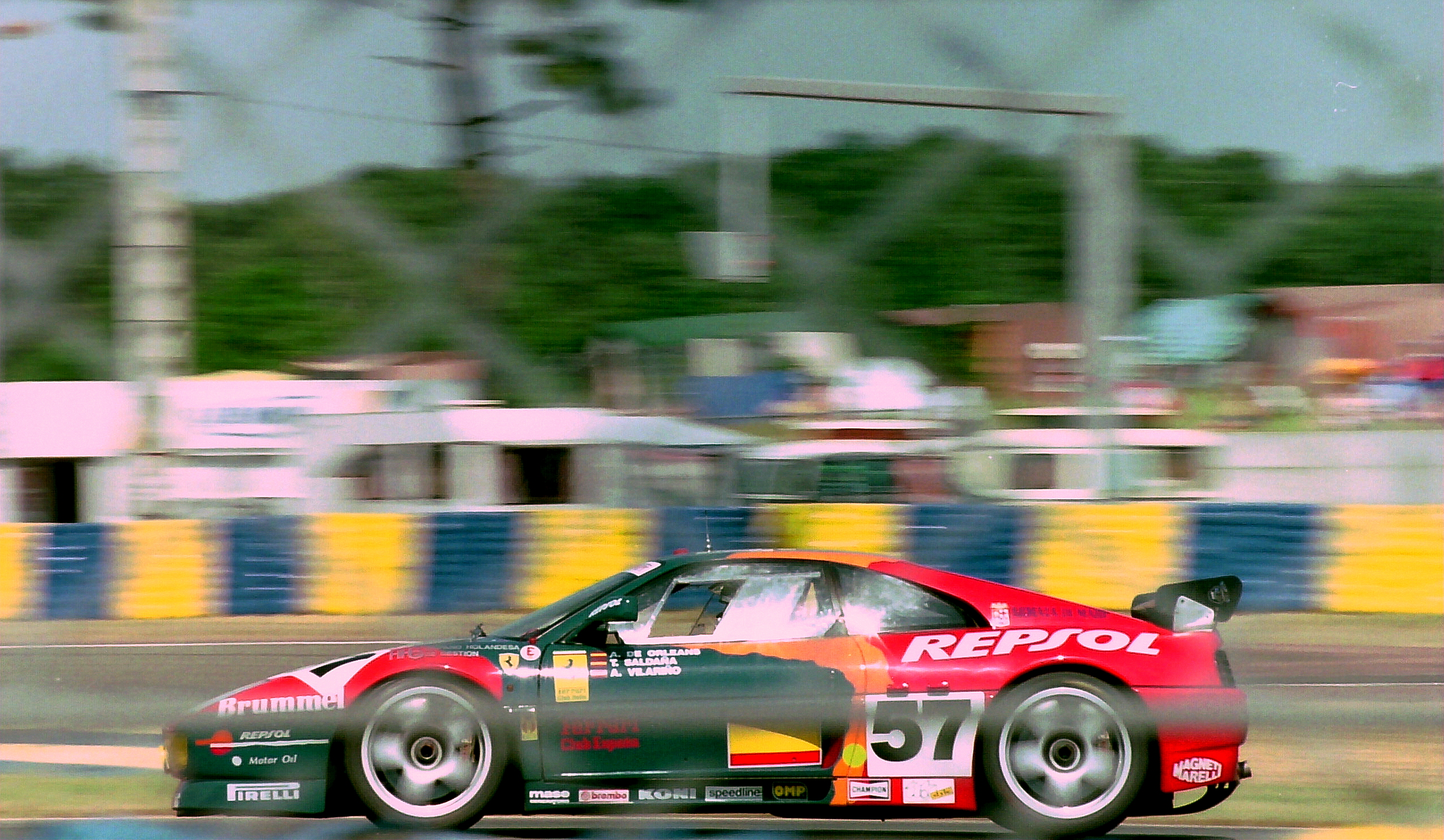
El Ferrari 348 GTC-LM de Tomas Saldaña, Andres Vilariño y Alfonso de Orleans en las 24 Horas de Le Mans 1994

| Año     | Equipo                | Copilotos                                 | Automóvil          | Clase  | Vueltas | Pos. | Pos. Clase |
| ------- | --------------------- | ----------------------------------------- | ------------------ | ------ | ------- | ---- | ---------- |
| 1992    | Courage Compétition   | Denis Morin Jean-François Yvon            | Cougar C28LM       | Gr. C3 | 142     | DNF  | DNF        |
| 1993    | Porsche Kremer Racing | Andy Evans François Migault               | Porsche 962CK6     | Gr. C2 | 316     | 13.º | 8.º        |
| 1994    | Repsol Ferrari España | Alfonso de Orleans Andrés Vilariño        | Ferrari 348 GTC-LM | LMGT2  | 276     | 11.º | 4.º        |
| 1995    | Heico Motorsport      | Miguel Ángel de Castro Alfonso de Orleans | Porsche 911 GT2    | LMGT2  | 63      | DNF  | DNF        |
| 1997    | Kremer Racing         | Carl Rosenblad Jürgen Lässig              | Kremer K8 Spyder   | LMP    | 103     | DNF  | DNF        |
| 1999    | Kremer Racing         | Grant Orbell Didier de Radiguès           | Lola B98/10        | LMP    | 146     | DNF  | DNF        |
| 2000    | Racing Engineering    | Jesús Díez Villaroel Giovanni Lavaggi     | Porsche 911 GT3    | LMGT   | 78      | DNF  | DNF        |
| Fuente: |                       |                                           |                    |        |         |      |            |